# The ABBA Generation
The ABBA Generation é o álbum de estreia do grupo sueco A*Teens. Lançado em 1999, pela gravadora Universal Music, a lista de faixas inclui 11 versões cover do repertório do grupo ABBA, com sonoridade modernizada e sobretudo no estilo eurodance.
Formado em 1998, o A*Teens era, inicialmente, um grupo de covers do ABBA que possuía quatro adolescentes suecos: Marie Serneholt, Sara Lumholdt, Dhani Lennevald e Amit Sebastian Paul. O álbum de estreia foi uma tentativa de apresentar o catálogo do ABBA a uma nova geração.
As gravações ocorreram na Suécia no começo de 1999. Em termos de sonoridade e arranjos nota-se uma abordagem mais dançante das canções clássicas do ABBA, independentemente de a música original ser uma balada ou um bop. Quase todas as batidas são definidas para hipervelocidade rítmica.
Como estratégia promocional, o grupo apresentou-se em um número substancial de programas de TV e rádio, em vários países do mundo. Quatro singles foram escolhidos para serem performados durante essas apresentações: "Mamma Mia", "Super Trouper", "Gimme! Gimme! Gimme! (A Man After Midnight)" e por fim "Dancing Queen", todos os quais apareceram em paradas de sucesso e ganharam videoclipes.
As resenhas dos críticos especializados em música foi diversa. Enquanto alguns críticos consideraram o repertório alegre, agradável e um testemunho da durabilidade de canções do ABBA, outros argumentaram que as versões estavam aquém das canções originais. Posteriormente, o álbum seria considerado como um bom lembrete de uma época de inocência na música pop, onde as performances eram sincronizadas e as atitudes dos artistas de cunho mais "familiar".
Comercialmente, tornou-se o maior sucesso da carreira fonográfica do grupo. As vendas atingiram mais de 3 milhões de cópias em todo o mundo o que rendeu discos de ouro e/ou platina em 22 países.

## Singles
Mamma Mia é o single de estreia do grupo. Foi lançado em 30 de abril de 1999 pela Stockholm Records. Nas primeiras impressões do single, o nome da banda apareceu como ABBA-Teens, mas a Stockholm Records achou melhor mudar o nome para A-Teens, então novas edições do single foram feitas. Após seu lançamento, tornou-se um sucesso na Suécia, onde alcançou o primeiro lugar e permaneceu nas tabelas musicais do país por oito semanas consecutivas, ganhando uma certificação quádrupla de platina. O videoclipe que acompanha foi dirigido por Henrik Sylvén e foi filmado na Suécia. Mostra os A-Teens como garçons em uma exposição de arte onde são reprimidos pelo gerente; mas logo descobrem que uma das pinturas os transporta para uma festa onde o gerente e os clientes que eles estão a servir unem-se a sua diversão.
Super Trouper foi o segundo single e foi lançado no outono de 1999, tornando-se um sucesso em todo o mundo, assim como seu antecessor. "Super Trouper" estreou em segundo lugar na Suécia e mais tarde recebeu um disco de platina. O videoclipe foi dirigido por Sebastian Reed e foi filmado na Suécia. Nos primeiros segundos do vídeo, antes da música começar, Mamma Mia pode ser ouvida ao fundo. O vídeo mostra uma garota tão obcecada pela banda que possui pôsteres, revistas, canecas, roupas e um chaveiro. Ela também copia a coreografia da banda que passa na TV. Alguns dos artigos que trazem fotos da banda ganham vida no vídeo.
Gimme! Gimme! Gimme! (A Man After Midnight) foi o terceiro single escolhido. Quando foi lançado em 1999, na Suécia, ganhou um disco de ouro. O videoclipe foi dirigido por Sebastian Reed e foi filmado na Suécia. Ele inicia-se com os integrantes entrando em um armazém, onde encontram uma bola de cristal. Lá dentro, existe um "mundo alternativo" onde eles executam a música. Parte do vídeo também mostra a banda em uma pista de boliche, onde eles jogam alguns jogos um contra os outros.
Dancing Queen foi o quarto e último single. Lançado na primavera de 2000, foi o principal single da promoção nos Estados Unidos, quando o álbum foi lançado em março de 2000. No país mencionado, alcançou a posição de número 95 na Billboard Hot 100, número 36 na Airplay e a 13ª posição na Hot Single Sales Chart. Na Europa foi lançada como lado A duplo com "The Name of the Game", ambas as canções foram promovidas no rádio simultaneamente. Dirigido por Patrick Kiely, o videoclipe se passa em uma escola, e presta homenagem ao filme The Breakfast Club de 1985, onde os membros da banda (e extras servindo como dançarinos de fundo) são deixados em uma sala de aula que se transforma em uma boate. Paul Gleason (morreu sete anos após a filmagem do vídeo), o ator americano que interpretou o assistente do diretor no filme, reprisa o papel que fez no filme.

## Recepção crítica
| Críticas profissionais | Críticas profissionais |
| Avaliações da crítica  | Avaliações da crítica  |
| Fonte                  | Avaliação              |
| ---------------------- | ---------------------- |
| Allmusic               | 3 de 5 estrelas.       |
| The A.V. Club          | (average)              |
| Entertainment Weekly   | B+                     |
| laut.de                | 1 de 5 estrelas.       |
| Rolling Stone          | 1.5 de 5 estrelas.     |

As resenhas dos críticos especializados em música dividiram-se em relação a qualidade do trabalho. Alex Henderson, do site AllMusic, avaliou com três estrelas de cinco e escreveu que as "versões de joias do ABBA como "Take a Chance on Me", "Mamma Mia", "Dancing Queen" e "Voulez-Vous" do grupo não são brilhantes, mas são divertidos - e mostram o quão bem as músicas se mantiveram ao longo do tempo". Ele concluiu sua crítica dizendo: "Considerando tudo, The ABBA Generation é um testemunho agradável, embora normal, da durabilidade das canções do ABBA".
Em uma resenha mista para o The A.V. Club, Steven Thompson escreveu que apesar do repertório consistir de canções covers com arranjos de dance-pop exagerados a produção e seleção de canções de The ABBA Generation é bem-sucedido em seus próprios termos modestos".
David Hiltbrand, da Entertainment Weekly, deu ao álbum um B +, dizendo que o grupo "parece e soa melhor do que seus heróis do supergrupo; até a música é enfeitada, graças a um elenco de produtores suecos experientes".
Escrevendo para a Rolling Stone, Arion Berger deu ao álbum uma estrela e meia de cinco, dizendo que "todos os rabiscos no teclado e diligência nota por nota na Escandinávia não ajudariam esses poseurs a trazer a grandeza pop pura do real ABBA para a vida".

## Lista de faixas
Todas as faixas foram escritas por Benny Andersson e Björn Ulvaeus, exceto onde mencionado.
| N.º | Título                                        | Compositor(es)                    | Duração |  |
| 1.  | "Mamma Mia"                                   | Andersson, Ulvaeus, Stig Anderson | 3:47    |  |
| 2.  | "Gimme! Gimme! Gimme! (A Man After Midnight)" |                                   | 3:57    |  |
| 3.  | "Super Trouper"                               |                                   | 3:52    |  |
| 4.  | "One of Us"                                   |                                   | 3:55    |  |
| 5.  | "Voulez-Vous"                                 |                                   | 3:42    |  |
| 6.  | "S.O.S."                                      |                                   | 3:12    |  |
| 7.  | "Dancing Queen"                               | Andersson, Ulvaeus, Anderson      | 3:50    |  |
| 8.  | "Take a Chance on Me"                         |                                   | 3:53    |  |
| 9.  | "Lay All Your Love on Me"                     |                                   | 4:03    |  |
| 10. | "The Name of the Game"                        | Andersson, Ulvaeus, Anderson      | 4:22    |  |
| 11. | "Our Last Summer"                             |                                   | 4:28    |  |

## Ficha técnica
Créditos adaptados do encarte do CD.
Musicos
- Anneli Axon
- Anders Barrén
- Tee
- Image
- Ronald Malmberg
- Annika Sjölin
- Katarina Sjölin

Produção
- Per Adebratt – vocal production
- Stefan Boman – engineer
- Tommy Ekman – vocal production
- Björn Engelmann – mastering
- Ole Evenrude — producer
- Tommy Gustavsson — programming
- Hartmann & Langhoff – producer
- Johan S. – producer
- Thomas Johansson — producer, vocal production
- Fredrik Larnemo – engineer
- Hugo Lira — programming
- Ronald Malmberg — producer, vocal production
- Christer Sandelin – vocal production
- Joakim Styrén – mixing, programming

Outros colaboradores
- Niklas Berg – concept
- Todd Gallopo – design
- Anders Johansson – A&R
- Christer Mellström – product coordinator
- Mats Oscarsson – photos

## Tabelas
| Tabela musical (1999–2000)            | Melhor posição |
| ------------------------------------- | -------------- |
| Áustria (Ö3 Austria Top 40)           | 2              |
| Bélgica (Ultratop Flandres)           | 14             |
| Países Baixos (Dutch Charts)          | 1              |
| Finlândia (Suomen virallinen lista)   | 2              |
| França (SNEP)                         | 39             |
| Alemanha (Offizielle Deutsche Charts) | 2              |
| Hungria (MAHASZ)                      | 7              |
| Japanese Albums (Oricon)              | 18             |
| Noruega (VG-lista)                    | 2              |
| Spanish Albums (Promusicae)           | 19             |
| Suécia (Sverigetopplistan)            | 1              |
| Suíça (Schweizer Hitparade)           | 12             |
| Reino Unido (UK Albums Chart)         | 85             |
| Estados Unidos (Billboard 200)        | 71             |

| Tabela musical (1999)              | Posição |
| ---------------------------------- | ------- |
| Belgian Albums (Ultratop Flanders) | 92      |
| Dutch Albums (Album Top 100)       | 27      |
| Tabela musical (2000)              | Posição |
| Austrian Albums (Ö3 Austria)       | 17      |
| European Albums (Music & Media)    | 44      |
| German Albums (Offizielle Top 100) | 21      |
| Swiss Albums (Schweizer Hitparade) | 39      |

## Certificações e vendas
| Região                                                                                             | Certificação | Vendas     |
| -------------------------------------------------------------------------------------------------- | ------------ | ---------- |
| Argentina (CAPIF)                                                                                  | Platina      | 60,000^    |
| Áustria (IFPI Áustria)                                                                             | Platina      | 25,000*    |
| Chile                                                                                              | —            | 95,000     |
| Espanha (PROMUSICAE)                                                                               | Platina      | 100,000^   |
| Estados Unidos (RIAA)                                                                              | Ouro         | 582,000    |
| Finlândia (IFPI Finlândia)                                                                         | Platina      | 43,628     |
| México (AMPROFON)                                                                                  | Ouro         | 75,000^    |
| Noruega (IFPI Noruega)                                                                             | Platina      | 50,000*    |
| Países Baixos (NVPI)                                                                               | Platina      | 100,000^   |
| Polônia (ZPAV)                                                                                     | Platina      | 148,000    |
| Suécia (GLF)                                                                                       | 2× Platina   | 160,000^   |
| Suíça (IFPI Suíça)                                                                                 | Ouro         | 25,000^    |
| Resumos                                                                                            |              |            |
| Europa (IFPI)                                                                                      | Platina      | 1,000,000* |
| Mundo                                                                                              | —            | 3,000,000  |
| *números de vendas baseados somente na certificação ^distribuições baseadas apenas na certificação |              |            |